# Marcello Canino

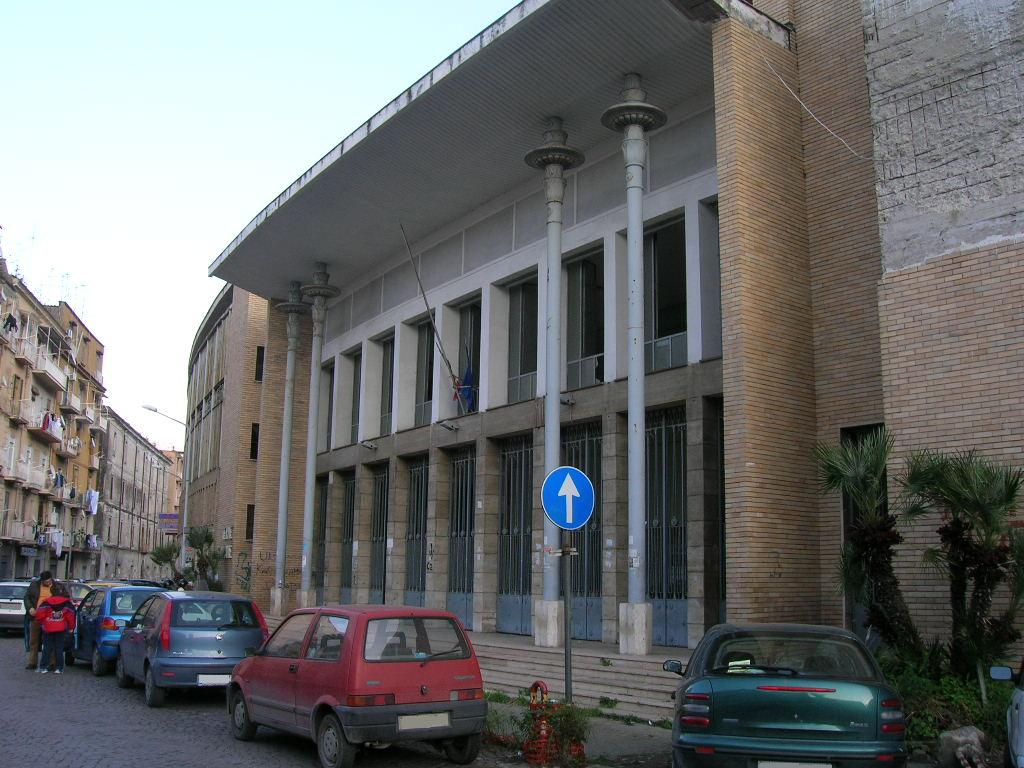
Ingresso alle vecchie terme di Castellammare di Stabia

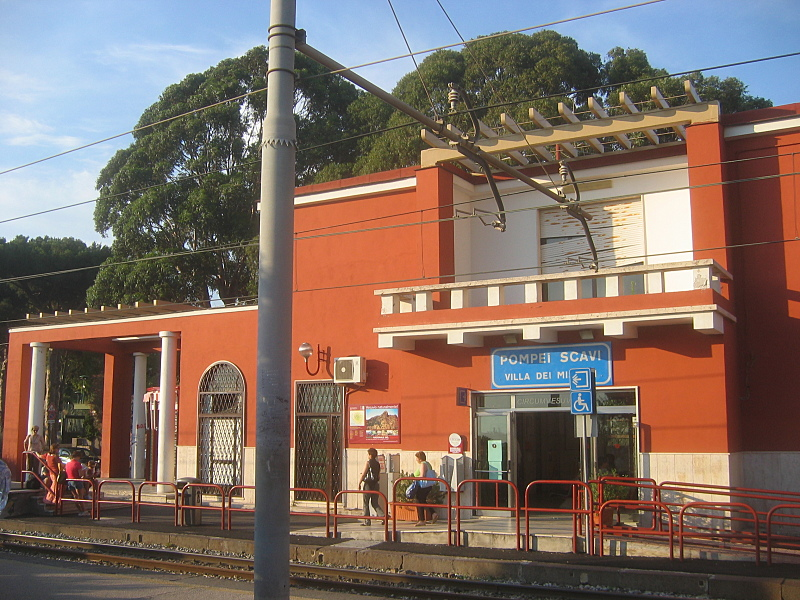
Stazione Villa dei Misteri di Pompei

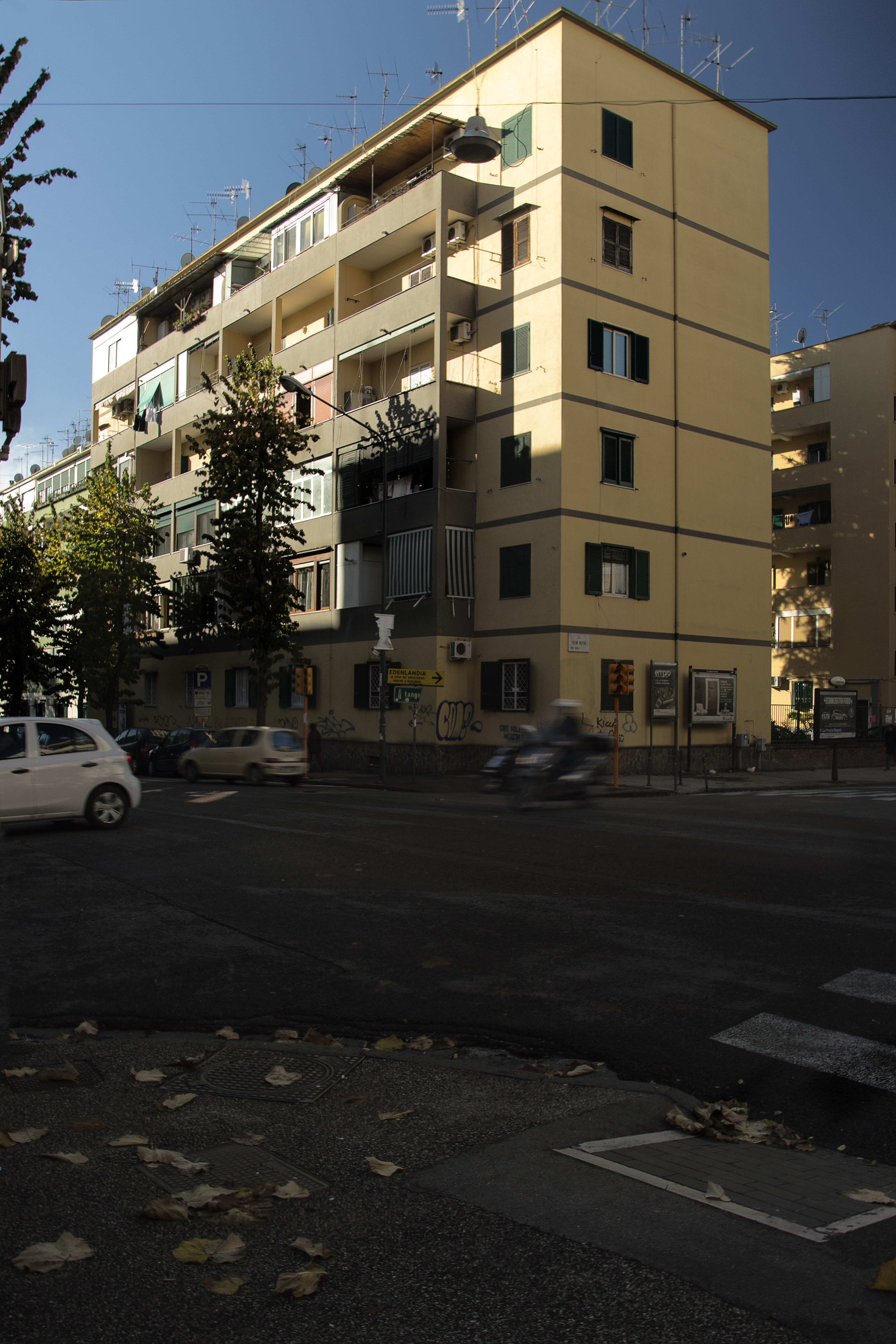
Uno degli edifici del Rione Gemito, insieme ad Alfredo Sbriziolo (1946/1948)

Marcello Canino (Napoli, 3 luglio 1895 – Napoli, 2 ottobre 1970) è stato un ingegnere e architetto italiano.

## Biografia
Fu un progettista della propaganda fascista esprimendo nei suoi progetti, antecedenti alla seconda guerra mondiale, un senso di imponenza, classicità, simmetria e monoliticità. Fu preside della Facoltà di Architettura di Napoli dal 1941 al 1952. La sua ricerca architettonica è comunque legata ai movimenti culturali della Capitale degli anni venti e trenta e in questi movimenti culturali s'interessò agli studi di Gustavo Giovannoni.
Nel 1923 progettò due ville a Marechiaro in stile eclettico, nel 1928 partecipò al concorso per il palazzo delle Poste di Napoli senza esito e nel 1932 partecipò a quello della chiesa della Maddalena a Messina vincendo il primo premio.
Nel 1924 sposò Elena Zegretti, meglio conosciuta col cognome maritale: Elena Canino.
Negli anni trenta si occupò degli interventi del Rione San Giuseppe-Carità nella realizzazione del polo amministrativo della città: tra il 1933 e il 1937 progettò e realizzò il palazzo dell'Intendenza di Finanza, degli Uffici Finanziari e dell'Avvocatura di Stato, il palazzo INA in piazza Carità e il palazzo Matteotti sede della provincia; nel 1936 progettò Villa La Loggetta per la famiglia Cenzato alla quale s'ispirò all'architettura classica romana. Due anni dopo edificò con Arnaldo Foschini il palazzo della Banca d'Italia e nel contempo redisse il piano urbanistico della Mostra d'Oltremare e realizzò, nello stesso complesso, il palazzo degli uffici che verrà riedificato parzialmente nel dopoguerra da Delia Maione. Nel 1939 fu al concorso per il palazzo degli affari esteri a Roma e nel 1942, nella stessa città, realizza una villa impostata su un serrato schema simmetrico: Villa Zegretti.
Nel 1932 fu il progettista di un monumento dedicato al fascista Aurelio Padovani, inaugurato nel 1934 al centro di piazza Santa Maria degli Angeli a Pizzofalcone. Il monumento fu scolpito da Carlo de Veroli, con la collaborazione di Guglielmo Roehrssen, e in quel momento la piazza cambiò nome e prese quello del comandante fascista. La piazza mantenne il nuovo nome, e l'imponente monumento, per una decina d'anni. Nel dopoguerra la voglia di cancellare ogni simbolo dell'odioso regime portò alla rimozione delle statue e alla restituzione dell'antica toponomastica. Nel mese di marzo del 2010 i resti del monumento sono stati ritrovati nel tunnel borbonico sito a Napoli nella zona del Chiatamone, sepolti sotto cumuli di macerie.
Fu anche il progettista nel 1934 dei padiglioni della Stazione di Pompei Scavi-Villa dei Misteri, della Stazione di Sant'Agnello, e della Stazione di Castellammare di Stabia della Circumvesuviana.
Nel dopoguerra fu altrettanto attivo in diverse opere adattandosi al razionalismo italiano, operò in diversi progetti di edilizia popolare, come il rione Gemito al Vomero (insieme ad Alfredo Sbriziolo) e tra il 1950 e il 1953 è autore di un monolitico palazzo d'angolo in Piazza Municipio. Il 26 febbraio 1956 iniziarono le demolizioni del vecchio edificio delle terme di Castellammare di Stabia per uno più moderno. In gruppo partecipò al concorso dell'Istituto Autonomo Case Popolari di Napoli per il Rione Traiano, vincendolo. L'anno successivo ad Avellino progettò il Palazzo di Giustizia e nel 1968 risale la Chiesa di Santa Giuliana a Frasso Telesino.